# Michael Kelly (śpiewak)
Michael William Kelly (ur. 25 grudnia 1762 w Dublinie, zm. 9 października 1826 w Margate) – irlandzki kompozytor i śpiewak, tenor.

## Życiorys
Uczył się śpiewu u Francesca Passariniego i Venanzia Rauzziniego. Już jako chłopiec wystąpił w operach La buona figliuola Niccolò Piccinniego, Lionel and Clarissa Charlesa Dibdina oraz Cymon Michaela Arne’a. Następnie wyjechał do Neapolu, gdzie był uczniem Fedele Fenarolego (kontrapunkt) i Giuseppe Aprilego (śpiew). Występował w Palermo, Livorno, Florencji, Bolonii, Brescii, Weronie, Wenecji i Grazu. W latach 1783–1787 przebywał w Wiedniu, gdzie wystąpił w roli Don Curzia i Don Basilia w prapremierowym przedstawieniu Wesela Figara W.A. Mozarta (1786). W 1787 roku wyjechał do Londynu, gdzie przez następne trzy dekady występował w Theatre Royal przy Drury Lane. Od 1793 do 1824 roku był dyrektorem King’s Theatre. Po raz ostatni wystąpił na scenie w 1811 roku w Dublinie.
Skomponował 62 utwory sceniczne, pisał też pieśni. Jego muzykę uważano za wtórną, pełną zapożyczeń od innych kompozytorów. W 1801 roku założył własne wydawnictwo muzyczne, które jednak zbankrutowało w 1811 roku. Zajmował się także handlem winami. W 1826 roku ukazały się jego wspomnienia pt. Reminiscences of Michael Kelly, of the King’s Theatre, and Theatre Royal, Drury Lane, zredagowane przez Theodore’a Hooka.